# Inmigración brasileña en Francia
Los brasileños en Francia forman la comunidad latinoamericana más numerosa en dicho país europeo, aunque aproximadamente más de la mitad de ellos se encuentran ubicados en la Guayana Francesa, una región y departamento de ultramar francés ubicado en América del Sur, el cual hace a su vez frontera con Brasil. El resto, reside en la Francia metropolitana (Europa).